# Fausto Aguilar
Fausto Aguilar (Paysandú, 19 de marzo de 1808 - 19 de julio de 1865) fue un militar uruguayo, perteneciente al Partido Colorado.

## Biografía
Se enroló en las montoneras que acompañaron la invasión de los Treinta y Tres Orientales en 1825. Peleó en la batalla de Sarandí, e hizo parte de la campaña de la Guerra del Brasil.
En 1832 participó en la represión de un alzamiento de los indios de las Misiones Orientales, y fue seriamente herido. Combatió del lado del presidente Fructuoso Rivera contra una de las invasiones del general Lavalleja.
En 1836 acompañó a Rivera en su revolución contra el presidente Manuel Oribe. Combatió en la batalla de Carpintería y se exilió en Brasil. A su regreso luchó en la victoria de Palmar, que decidió la caída de Oribe. Durante la Guerra Grande, también participó en la batalla de Cagancha, en la de Arroyo Grande y en la de India Muerta. Tras un breve exilio en Brasil, regresó para unirse a la campaña de Giuseppe Garibaldi sobre la provincia de Entre Ríos, cayendo prisionero en Daymán. Fue conducido prisionero a Entre Ríos, donde permaneció en relativa libertad, bajo la protección del gobernador Justo José de Urquiza.
En 1851 se incorporó con el grado de coronel al Ejército Grande de Urquiza, a cuyas órdenes combatió en la batalla de Caseros.
Acompañó al general César Díaz en su insurrección de 1858, salvándose de ser ejecutado en Quinteros. Se incorporó al ejército del Estado de Buenos Aires, en cuyas filas combatió en las batallas de Cepeda y Pavón.
Participó en la invasión de Venancio Flores al Uruguay, donde se destacó como hábil guerrillero. Herido gravemente en la Batalla de las Piedras (1863), regresó a la Argentina para curarse, y el gobierno de Bartolomé Mitre le permitió volver al Uruguay. Allí fue designado luego comandante general de Salto y ascendido al grado de brigadier general.
Falleció en Montevideo en julio de 1865.
Es uno de los pocos personajes reales citados en el famoso poema gauchesco Fausto, del argentino Estanislao del Campo.